# Victor Crone
Victor Fritz Crone (* 31. Januar 1992 in Österåker) ist ein schwedischer Sänger und Songschreiber, der Estland beim Eurovision Song Contest 2019 in Tel Aviv vertreten hat. 

## Karriere
Victor Crone wurde in Österåker bei Stockholm in Schweden geboren und ist dort aufgewachsen. In seiner Jugend spielte er für den IK Waxholm in der vierten schwedischen Liga aktiv Eishockey.
Im Jahr 2015 nahm er zusammen mit Behrang Miri am Melodifestivalen 2015 mit dem Song „Det rår vi inte för“ teil. Dort verlor er jedoch das Duell in der Andra Chansen gegen Samir & Viktor.
Im Februar 2019 gewann er den estnischen Vorentscheid zum Eurovision Song Contest Eesti Laul mit dem Lied "Storm" und vertrat somit Estland beim Eurovision Song Contest 2019 in Tel Aviv. Dort konnte er sich erfolgreich für das Finale qualifizieren und belegte im Finale Platz 20. Zusammen mit Sahlene ist Crone der bereits zweite Sänger, der als Schwede Estland beim ESC vertreten hat.

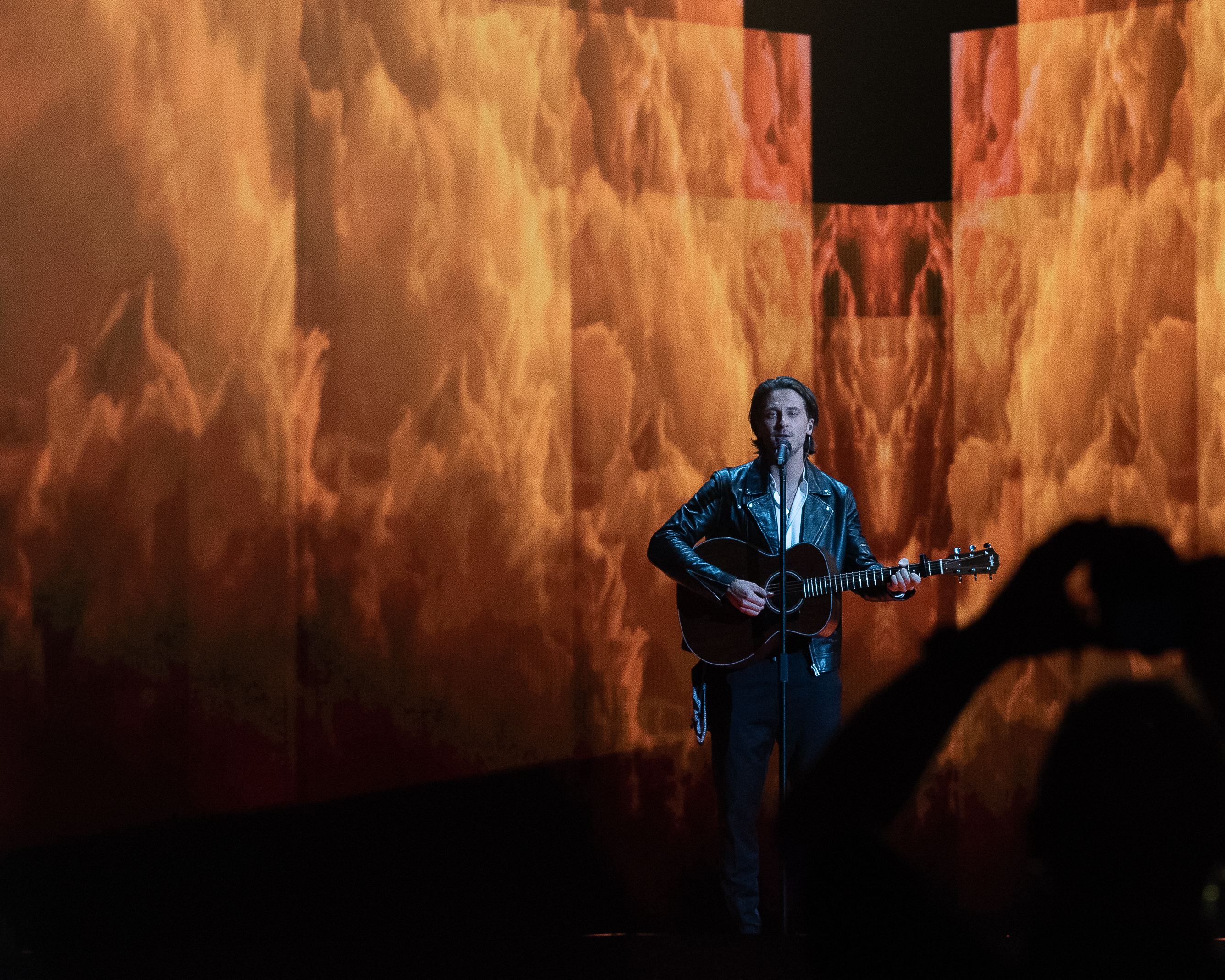
Victor Crone beim Eurovision Song Contest 2019 in Tel Aviv

2020 nahm Crone erneut am Melodifestivalen teil, diesmal jedoch als Solokünstler. Im vierten Halbfinale konnte er sich mit dem Lied "Troubled Waters" direkt für das Finale qualifizieren und sicherte sich somit ein Platz in der Finalrunde in Stockholm am 7. März 2020, wurde dort jedoch nur auf den neunten Rang bei insgesamt 12 Teilnehmern gewählt. Auch am Melodifestivalen 2023 nimmt Crone erneut teil. Mit seinem Beitrag „Diamonds“ nahm er am Deltävling 1 teil, wobei er sich zwar nicht direkt für das Finale qualifizieren konnte, aber, da er auf den dritten Rang gewählt wurde, für das Halbfinale am 4. März 2023, in welchem er auf den sechsten Platz von acht Teilnehmern gewählt wurde und somit ausschied.

## Diskografie

### Singles
- 2014: Jimmy Dean
- 2015: Burning Man
- 2016: Feelgood Day
- 2017: California
- 2017: Sunshine and Rain
- 2018: Made Of
- 2018: Storm
- 2019: Discovery (mit Syn Cole)
- 2019: Take Me Away (mit Tungevaag & Raaban)
- 2019: This Can’t Be Love
- 2020: Troubled Waters
- 2020: Yes, I Will Wait
- 2020: These Days (Longing for Christmas)
- 2021: Rains
- 2023: Diamonds

### Gastbeiträge
- 2015: Det rår vi inte för (Behrang Miri feat. Victor Crone)
- 2015: Når jeg faller (Kløver og Skarre R feat. Victor Crone)
- 2016: Cadillac (Maximani feat. Victor Crone)
- 2017: Coming Up (Tungevaag & Raaban feat. Victor Crone)